# ریچارد ال. بیر
ریچارد ال. بـِـیر (انگلیسی: Richard L. Bare; ۱۲ اوت ۱۹۱۳ – ۲۸ مارس ۲۰۱۵) یک کارگردان و فیلم‌نامه‌نویس اهل ایالات متحده آمریکا بود.

## زندگی‌نامه
بیر در تورلاک، کالیفرنیا زاده شد.
او فعالیتش را در کمپانی برادران وارنر آغاز کرد. نخستین فیلمش «دختر زرنگ حرف نمی‌زند» نام داشت.
ریچارد ال. بیر بیر اول بار در ۱۹۵۳ به تلویزیون روی آورد. ابتاد فیلم «پس این است هالیوود» را ساخت و سپس به فرسنده NBC رفت و کارگردانی فیلم‌های «قبیله شاین» را برعهده گرفت و بعد قسمت‌هایی از مجموعه «ماوریک» و «ساسنست استریت» را ساخت. در سال ۱۹۵۹ جایزه امی بهترین کارگردان تلویزیونی را به دست آورد. از سال ۱۹۶۳ فعالیتش را به تلویزیون محدود کرده‌است.
وی در آثارش منجمله فیلم‌هایی که از مجموعه ویرجینیایی‌ها ساخته بیشترین توجه اش را معطوف حادثه پردازی و جنبه‌های سرگرم‌کننده فیلم می‌کند و در عین حال ضعف‌های تکنیکی اش را با پرورش ماهرانه بازی بازیگرانش می‌پوشاند. وی در ۲۸ مارس ۲۰۱۵ در ۱۰۱ سالگی در منزلش در نیوپورت بیچ، کالیفرنیا درگذشت.

## فیلمشناسی
- ویرجینیایی‌ها
- بازگشت مرزنشین
- دختر زرنگ حرف نمی‌زند (۱۹۴۸)
- خانهٔ میان خیابان (۱۹۴۹)
- روی دیگر قانون (۱۹۵۰)
- بازگشت مرد خونین (۱۹۵۰)
- زندانیان کازبا (۱۹۵۳)
- پس این است هالیوود
- خطرات رابین
- این نسل سرکش (۱۹۶۰)